# Riccardo Gollini
Riccardo Gollini (Modena, 5 luglio 2000) è un pallavolista italiano, libero del Modena.

## Caratteristiche tecniche
Inizia a giocare come schiacciatore, per poi cambiare ruolo in quello di libero.

## Carriera

### Club
La carriera di Riccardo Gollini inizia nelle giovanili del Modena: con lo stesso club, dalla stagione 2019-20, gioca nella squadra che disputa il campionato di Serie B, mentre in quella successiva ottiene qualche convocazione anche in prima squadra, militante in Superlega, dove poi entra stabilmente dall'annata 2021-22, aggiudicandosi la Coppa CEV 2022-23.